# 착한 여자들
착한 여자들(Les Bonnes Femmes, The Good Girls)은 이탈리아에서 제작된 끌로드 샤브롤 감독의 1960년 드라마, 미스터리, 멜로/로맨스 영화이다. 스테판 오드랑 등이 주연으로 출연하였고 샤를 L. 비츠 등이 제작에 참여하였다. 알려진 다른 제목은 착한 여인들이다.

## 출연

### 주연
- 스테판 오드랑
- 베르나데트 라퐁

### 조연
- 클로틸드 조아노
- 장 루이즈 모리
- 아브 닌치